# 171-й меридіан східної довготи
171-й меридіан східної довготи — лінія довготи, що лежить на 171 градус східніше Гринвіцького меридіана. Вона проходить від Північного полюса через Північний Льодовитий океан, Азію, Тихий океан, Нову Зеландію, Південний океан та Антарктиду до Південного полюса.
171-й меридіан східної довготи формує велике коло разом із 9-тим меридіаном західної довготи.

## Список географічних об'єктів, що перетинає 171° сх. д.
Починаючи на Північному полюсі та рухаючись до Південного полюса, 171-й меридіан східної довготи проходить через:
| Координати                                                   | Країна, територія або море | Примітки |
| ------------------------------------------------------------ | -------------------------- | --- |
| 90°0′ пн. ш. 171°0′ сх. д. / 90.000° пн. ш. 171.000° сх. д.  | Північний Льодовитий океан | |
| 73°41′ пн. ш. 171°0′ сх. д. / 73.683° пн. ш. 171.000° сх. д. | Східносибірське море       | |
| 70°5′ пн. ш. 171°0′ сх. д. / 70.083° пн. ш. 171.000° сх. д.  | Росія                      | |
| 60°31′ пн. ш. 171°0′ сх. д. / 60.517° пн. ш. 171.000° сх. д. | Берингове море             | |
| 53°30′ пн. ш. 171°0′ сх. д. / 53.500° пн. ш. 171.000° сх. д. | Тихий океан                | Проходить східніше острова Меджіт[en], Маршаллові Острови                                                     |
| 8°53′ пн. ш. 171°0′ сх. д. / 8.883° пн. ш. 171.000° сх. д.   | Маршаллові Острови         | Проходить через атол Малоелап                                                                                 |
| 8°39′ пн. ш. 171°0′ сх. д. / 8.650° пн. ш. 171.000° сх. д.   | Тихий океан                | Проходить західніше острова Аур[en], Маршаллові Острови Проходить західніше атола Маджуро, Маршаллові Острови |
| 42°41′ пд. ш. 171°0′ сх. д. / 42.683° пд. ш. 171.000° сх. д. | Нова Зеландія              | Проходить через Південний острів — східніше Оамару[en]                                                        |
| 45°5′ пд. ш. 171°0′ сх. д. / 45.083° пд. ш. 171.000° сх. д.  | Тихий океан                | |
| 60°0′ пд. ш. 171°0′ сх. д. / 60.000° пд. ш. 171.000° сх. д.  | Південний океан            | |
| 77°20′ пд. ш. 171°0′ сх. д. / 77.333° пд. ш. 171.000° сх. д. | Антарктида                 | Проходить через Територію Росса (претендує Нова Зеландія)                                                     |